# مصارعة الزيت

شعار (رمز) التراث الثقافي الإنساني غير المادي

مصارعة الزيت، (بالإنجليزية: Oil Wrestling) (بالتركية: Yağlı güre). أي مصارعة الزيت وتعرف أيضا بمصارعة الشحوم، هي رياضة تقليدية تركية منذ العهد العثماني. مسجلة ضمن التراث الثقافي لليونيسكو.
استضافت أدرنة قيرق بينار (Kırkpınar) ملتقى هذا النوع من المصارعة بشكل سنوي منذ 1361.
تحظى المصارعة بكافة أنواعها الشعبية التركية أو الأولمبية، بشعبية كبيرة في تركيا، وقد حصد المصارعون الأتراك عدة جوائز وألقاب في البطولات الأولمبية سواء على المستوى الفردي أو الوطني كفريق واحد.